# José Buenaventura Sepúlveda
José Buenaventura Sepúlveda Fernández (Cañete, Perú, 14 de julio de 1848 - Oficina Salitrera de Germania, Tarapacá, 6 de noviembre de 1879), Militar peruano. Comandante de la caballería aliada durante el Combate de Pampa Germania en el cual perdió la vida. 

## Biografía
José Buenaventura Sepúlveda Fernández nació en la hacienda de la Huaca, ubicada en la provincia limeña de Cañete, el 14 de julio de 1848. Fue hijo de José Antonio Sepúlveda Aldea, capitán chileno del batallón Colchagua del Ejército Unido Restaurador afincando en el Perú, y la dama cañetana Teresa Fernández.
A los 22 años ingresó en la Academia Militar, optando por el arma de caballería. En 1879 era teniente coronel en el regimiento Húsares de Junín, al mandó de un escuadrón del mismo y otro de Húsares de Bolívar, partió de Iquique al tenerse noticia de la toma del puerto de Pisagua por el ejército chileno, siguiendo las órdenes del general Juan Buendía se encargó de cubrir la retirada aliada siendo la tropa a su mando sorprendida y derrotada por la caballería chilena al mando del coronel José Francisco Vergara en el combate librado en las inmediaciones de la oficina salitrera de Germania el 6 de noviembre de 1879, en el cual resultó muerto en combate.
El regimiento de caballería blindada N° 113 acantonado en la ciudad Tacna lleva su nombre en su honor.